# Gare de Kråkstad
La gare de Kråkstad est une gare ferroviaire norvégienne de la ligne d'Østfold (Østre linje), située sur le territoire de la commune de Ski dans la comté d'Akershus.
Mise en service en 1882, c'est une gare de la Norges Statsbaner (NSB). Elle est distante de 30,09 km d'Oslo. 

## Situation ferroviaire
La gare de Kråkstad se situe entre les gares de Ski et de Skotbu.

## Service des voyageurs

### Accueil
C'est une gare sans personnel,  disposant d'une salle d'attente et d'abris pour les voyageurs  .

### Desserte
Kråkstad est desservie par des trains locaux en direction de Skøyen et de Rakkestad. 

### Intermodalités
Un parking, de 50 places, pour les véhicules et un parc à vélo y sont aménagés .